# ARM Cortex-A7
ARM Cortex-A7 MPCore는 2011년에 발표된 ARM 홀딩스가 라이선스하고 ARMv7-A 아키텍처를 구현한 32비트 마이크로프로세서 코어이다.

## 개요

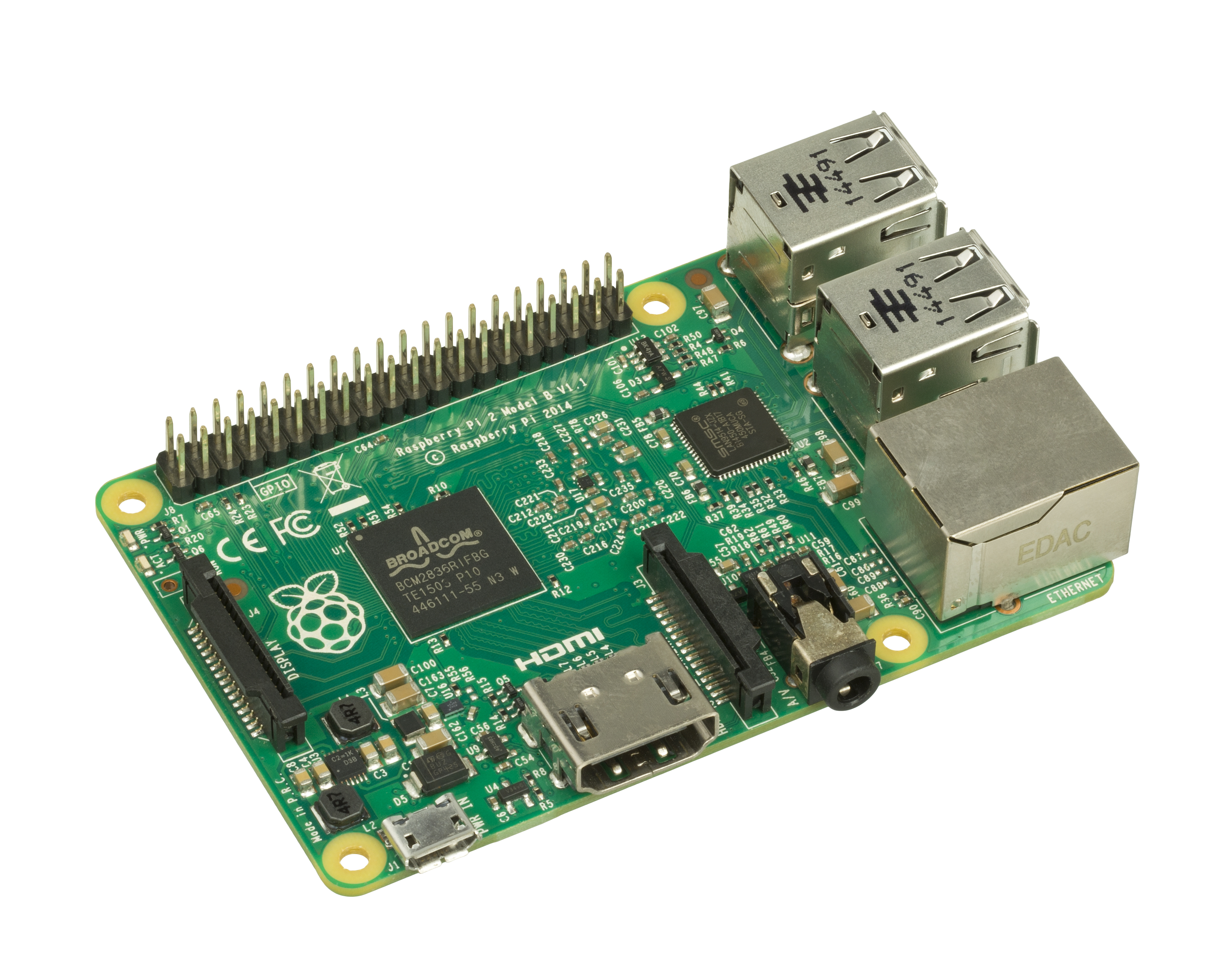
코어텍스-A7은 인기 있는 라즈베리 파이 2 마이크로 컴퓨터의 전원으로 사용된다.

두 가지 목표 애플리케이션을 가지고 있는데, 첫째는 Cortex-A8의 더 작고 간단하며 전력 효율적인 후속작으로서이다. 다른 하나는 big.LITTLE 아키텍처에서 하나 이상의 A7 코어와 하나 이상의 Cortex-A15 코어를 결합하여 이기종 시스템을 구성하는 것이다. 이를 위해 A15와 완전히 기능 호환된다.
Cortex-A7 코어의 주요 특징은 다음과 같다:
- 부분 듀얼 이슈, 8단계 파이프라인을 가진 인-오더 마이크로아키텍처[3]
- NEON SIMD 명령어 집합 확장
- VFPv4 부동 소수점 유닛
- Thumb-2 명령어 집합 인코딩
- Jazelle RCT
- 하드웨어 가상화
- 대형 페이지 주소 확장 (LPAE)
- 통합 레벨 2 캐시 (0–1 MB)
- 1.9 DMIPS / MHz[3]
- 일반적인 클럭 속도 1.5 GHz[3]

## 칩
다음과 같은 여러 시스템 온 칩(SoC)이 Cortex-A7 코어를 구현했다:
- 올위너 A20 (듀얼 코어 A7 + Mali-400 MP2 GPU)[4]
- 올위너 A31 (쿼드 코어 A7 + PowerVR SGX544MP2 GPU)[5]
- 올위너 A83T (옥타 코어 A7 + PowerVR SGX544 GPU)[6]
- 올위너 H3(쿼드 코어 A7 + Mali-400 MP2 GPU)[7]
- 브로드컴 BCM23550 쿼드 코어 HSPA+ 멀티미디어 프로세서[8]
- 브로드컴 BCM2836 (쿼드 코어 A7 + 비디오코어 IV GPU), 라즈베리 파이 2를 위해 특별히 설계[9]
- 브로드컴 BCM6846 (듀얼 코어 A7) 광대역 SoC[10]
- NXP 세미컨덕터 (구 프리스케일) QorIQ Layerscape LS1 (듀얼 코어 A7)
- 프리스케일 i.MX 6 울트라라이트
- 하이실리콘 K3V3, 듀얼 코어 Cortex-A7 및 듀얼 코어 Cortex-A15를 포함하는 big.LITTLE 아키텍처. ARM Mali-T658 GPU 사용.
- 마벨 PXA1088 (쿼드 코어 A7 + 비방트 GC1000)[11]
- 미디어텍 MT6570 (듀얼 코어 A7 + ARM Mali-400MP1 GPU)
- 미디어텍 MT6572 (듀얼 코어 A7 + ARM Mali-400MP1 GPU)
- 미디어텍 MT6580 (쿼드 코어 A7 + ARM Mali-400MP2 GPU)
- 미디어텍 MT6582 보관됨 2021-06-10 - 웨이백 머신 (쿼드 코어 A7 + ARM Mali-400MP2 GPU)
- 미디어텍 MT6589 (쿼드 코어 A7 + 이미지네이션 테크놀로지 PowerVR SGX544 GPU)
- 미디어텍 MT6592 (옥타 코어 A7 + ARM Mali-450MP4 GPU)
- MStar MSB2531A ARM Cortex A7 32비트 800MHZ
- 퀄컴 스냅드래곤 200 및 스냅드래곤 400 MSM8212 및 MSM8612, MSM8226, MSM8626 및 MSM8926 (쿼드 코어 A7 + 아드레노 305 GPU)
- 삼성 엑시노스 5 옥타 (5410), 쿼드 코어 Cortex-A7 및 쿼드 코어 Cortex-A15를 포함하는 big.LITTLE 아키텍처. 이미지네이션 테크놀로지 PowerVR SGX544MP3 GPU 사용.
- 삼성 엑시노스 5 옥타 (5420), 쿼드 코어 Cortex-A7 및 쿼드 코어 Cortex-A15를 포함하는 big.LITTLE 아키텍처. ARM Mali-T628MP6 GPU 사용.
- ST마이크로일렉트로닉스 STM32MP13x (싱글 코어 A7)
- ST마이크로일렉트로닉스 STM32MP15x (듀얼 코어 A7 + M4 + 비방트 GPU)
- ASPEED AST2600 BMC (듀얼 코어 A7 + M4)

## 같이 보기
- ARM 아키텍처
- ARMv7-A 코어 비교
- JTAG
- ARM 코어 적용 사례 목록
- ARM 마이크로아키텍처 목록